# サイナ・ネワール
サイナ・ネワール（Saina Nehwal、1990年3月17日 - ）はインドの女子バドミントン選手。自己最高世界ランキングは1位(2015年9月10日に記録)。ロンドンオリンピック女子シングルス銅メダリスト。

## 経歴
ハリヤーナー州ヒサール県出身。2007年、インド国内チャンピオンとなる。2008年、18歳で北京オリンピック女子シングルスに出場し、ベスト8。同年の世界ジュニアバドミントン選手権大会の決勝戦で日本の佐藤冴香を破り、同大会インド初の金メダルを獲得。
2009年、インドネシアオープンの決勝戦で中国の王琳を破り、インド人として初めてBWFスーパーシリーズの大会で優勝した。2010年、コモンウェルスゲームズで金メダル、アジア選手権で銅メダル獲得。
2012年ロンドンオリンピックでは準決勝で敗れたが、3位決定戦で対戦相手の汪鑫が負傷棄権したため、バドミントン競技インド初の銅メダルを獲得した。
2015年の世界選手権で銀メダル。2017年は銅メダル。2018年コモンウェルスゲームではシングルスと団体の2冠